# Niechlów (gromada)
Niechlów (do 31 XII 1959 Żuchlów) – dawna gromada, czyli najmniejsza jednostka podziału terytorialnego Polskiej Rzeczypospolitej Ludowej w latach 1954–1972.
Gromady, z gromadzkimi radami narodowymi (GRN) jako organami władzy najniższego stopnia na wsi, funkcjonowały od reformy reorganizującej administrację wiejską przeprowadzonej jesienią 1954 do momentu ich zniesienia z dniem 1 stycznia 1973, tym samym wypierając organizację gminną w latach 1954–1972.
Gromadę Niechlów z siedzibą GRN w Niechlowie utworzono 1 stycznia 1960 w powiecie górowskim w woj. wrocławskim w związku z przeniesieniem siedziby GRN gromady Żuchlów z Żuchlowa do Niechlowa i ze zmianą nazwy jednostki (zwiększonej tego samego dnia o wsie Szaszorowice, Żabin, Wągroda, Karów, Świerczów i Bartodzieje) na gromada Niechlów. Dla gromady ustalono 27 członków gromadzkiej rady narodowej.
Gromada przetrwała do końca 1972 roku, czyli do kolejnej reformy gminnej. 1 stycznia 1973 w powiecie górowskim utworzono gminę Niechlów.